# Danny Schenkel
Danny Schenkel (* 1. April 1978 in Amsterdam) ist ein niederländischer Fußballspieler. Der Abwehrspieler bestritt in seiner bisherigen Laufbahn über 250 Spiele im niederländischen Profifußball.

## Werdegang
Schenkel debütierte im August 1999 für  Telstar in der Eerste Divisie. Schnell etablierte er sich als Stammkraft und erreichte mit Klub aus Velsen, der sich 2001 in Stormvogels Telstar umbenannte, Mittelfeldplätze in der zweithöchsten Spielklasse der Niederlande.
2002 zog Schenkel zum Ligarivalen Sparta Rotterdam weiter. Auch hier war er auf Anhieb Stammspieler und wusste zudem als Torschütze zu überzeugen. In seinen ersten beiden Jahren erzielte er jeweils fünf Saisontore und verhalf dem Verein somit 2005 zum Aufstieg in die Eredivisie. Nach drei Jahren Erstklassigkeit mit dem Klub wechselte er 2008 abermals den Klub.
Ende Mai 2008 wurde Schenkels Wechsel zu Willem II bekannt.